# فيك تويل
فيك تويل (بالإنجليزية: Vic Toweel)‏ (12 يناير 1928 – 15 أغسطس 2008) هو ملاكم جنوب أفريقي راحل، مثّل بلاده في الألعاب الأولمبية الصيفية 1948.

## روابط خارجية
فيك تويل على موقع بوكس ريك (الإنجليزية) (registration required)
- فيك تويل على موقع أوليمبيديا (الإنجليزية)